# Копяков, Виктор Николаевич
Ви́ктор Никола́евич Копяко́в (30 июня 1926, Ленинград, Ленинградская область, СССР — ?) — звеньевой колхоза «1 Мая» Кировского района Восточно-Казахстанской области Казахской ССР, Герой Социалистического Труда (1949).

## Биография
Родился 30 июня 1926 года в городе Ленинград (Ленинградская область) в семье рабочих.
Летом 1940 года после окончания 7 класса, устроился в колхоз на полевые работы, а осенью принят учеником токаря на завод № 194 Наркомата судостроительной промышленности СССР в Ленинграде.
С началом Великой Отечественной войны рыл окопы и противотанковые рвы, строил укрепления и заграждения, вытачивал гильзы, но из-за истощения в 1942 году был эвакуирован из Ленинграда. После поправки был призван в армию, участвовал в боях по прорыву блокады Ленинграда, был тяжело ранен и демобилизован.
В 1944—1951 годах — звеньевой колхоза «1 Мая» Кировского (ныне — Шемонаихинского) района Восточно-Казахстанской области Казахской ССР (ныне — Казахстан).
Указом Президиума Верховного Совета СССР от 20 мая 1949 года «за получение высоких урожаев пшеницы при выполнении колхозом обязательных поставок и контрактации по всем видам сельскохозяйственной продукции, натуроплаты за работу МТС в 1948 году и обеспеченности семенами всех культур в размере полной потребности для весеннего сева 1949 года» удостоен звания Героя Социалистического Труда с вручением ордена Ленина и золотой медали «Серп и Молот».
Окончил вечернюю школу. В 1952 году вернулся в Ленинград, трудоустроился на завод, в 1960 году заочно окончил инженерный факультет сельскохозяйственного института, и в том же году принят на работу инженером (затем конструктором, после — руководителем группы) в специальное Конструкторское бюро по сельскохозяйственной технике. Жил в Ленинграде.
Награждён орденом Ленина (20.05.1949), медалями.